# علاء الرفاتي
علاء الدين عادل محمد الرفاتي ( 10 سبتمبر 1962 - ) هو وزير الاقتصاد لدى الحكومة الفلسطينية في حكومة حماس 2012.

## حياته ونشأته
(وُلد في 10 سبتمبر 1962 في غزة) شغل مناصب إدارية وأكاديمية عديدة وهو حاصل على شهادة الدكتوراة في الاقتصاد الإسلامي.وُلد علاء الدين عادل محمد الرفاتي في مدينة غزة في العاشر من شهر سبتمبر عام 1962، وهو متزوج وله سبعة أبناء. درس المرحلة الأساسية في مدرستي الكرمل الابتدائية واليرموك الإعدادية، والمرحلة الثانوية في مدرسة فلسطين، حيث حصل منها على الثانوية العامة في الفرع العلمي عام 1980، ونال درجة البكالوريوس في الاقتصاد من كلية الاقتصاد في الجامعة الإسلامية في غزة عام 1985، ودرجة الماجستير في التخصص نفسه من كلية الاقتصاد في جامعة الخرطوم في السودان عام 1994، ودرجة الدكتوراه في الاقتصاد من كلية الاقتصاد في جامعة أم درمـان الإسلامية في السودان عام 1997. عمل معيدا في قسم الاقتصاد في الجامعة الإسلامية في غزة بين عامي (1985-1991)، وأصبح نائبا لعميد كلية التجارة في الجامعة الإسلامية بين عامي (2002-2005)، وعميدا لكلية التجارة في الجامعة الإسلامية بين عامي (2005-2007)، ورئيسا لمجلس إدارة البنك الوطني، ووزيرا للاقتصاد الوطني والتخطيط بين عامي (2011-2014)، ورئيسا لمجلس أمناء هيئة الزكاة في قطاع غزة.

## مسيرته
انتمى الرفاتي إلى جماعة الإخوان المسلمين في وقت مبكر من حياته، ونشط في العمل الطلابي، وكان عضوا في مجلس طلاب الجامعة الإسلامية عام 1983، وانتمى لحركة المقاومة الإسلامية حماس فور تأسيسها، وشارك في فعالياتها، وشغل منصب مسؤول هيئة إدارية في الحركة في قطاع غزة، كما انخرط في العمل النقابي والمؤسسي، فكان نقيبا للعاملين في الجامعة الإسلامية عام 2004، ورئيسا لمجلس إدارة مركز أبحاث المستقبل بين عامي (2006-2012)، ورئيسا لمجلس إدارة البنك الوطني الإسلامي منذ عام 2008، ورئيسا لمجلس أمناء هيئة الزكاة الفلسطينية منذ عام 2011، وكان عضوا في مجلس إدارة الاتحاد العالمي للزكاة، وعضوا  في اللجنة التحضيرية لمؤتمر الاستثمار والتمويل في الجامعة الإسلامية عام 2005، وعضوا في لجنة الموازنة في الجامعة الإسلامية بين عامي (2003-2007)، ورئيسا لمؤتمر تنمية وتطوير قطاع غزة بعد الانسحاب الإسرائيلي– الجامعة الإسلامية عام 2006، وعضوا في منظمة الزكاة العالمية.

## اعتقله
عانى الرفاتي من الأحتلال؛ حيث اعتقلته قوات الاحتلال عندما كان في مجلس الطلاب في الجامعة الإسلامية عام 1983، واعتقلته مرة أخرى عام 1988، ومرة ثالثة عام 1989 لمدة أربع شهور، واعتقلته مرة رابعة عام 1997 لمدة أربع سنوات ونصف، كما قصف الاحتلال بيته أثناء معركة العصف المأكول عام 2014.

## مؤلفاته
كتب الرفاتي عددا من الدراسات والكتب، منها:
- النظام المالي في الإسلام (2002).
- مذكرات في مبادئ الاقتصاد والاقتصاد الإسلامي.
- اتفاقية أوسلو وتكريس التبعية الاقتصادية لإسرائيل (2006).